# Vitaliano Brancati
Vitaliano Brancati (n. 24 iulie 1907 - d. 25 septembrie 1954) a fost un scriitor italian.

## Opera
- 1941: Anii pierduți ("Gli anni perduti");
- 1942: Don Giovanni în Sicilia ("Don Giovanni in Sicilia");
- 1949: Frumosul Antonio ("Il bell'Antonio");
- 1952: Guvernanta ("La governante");
- 1952: Cele două dictaturi ("Le due dittature");
- 1952: Reîntoarcerea la cenzură ("Ritorno alla censura").